# Roser Martínez Rochina
Roser Martínez Rochina (Bugarra, els Serrans, 1927 – Barcelona, 18 de juny del 2021) és una fotògrafa i crítica de fotografia valenciana.
Fotògrafa aficionada i crítica professional de fotografia. Aquesta valenciana es trasllada a Barcelona quan tenia 18 anys. Sempre li havia agradat escriure, i quan ho va combinar amb la seva passió per la fotografia es va convertir en la primera dona de l'Estat a fer-se comentarista especialitzada en fotografia. Respecte a la faceta de fotògrafa, va prendre les primeres imatges a la dècada dels seixanta. Malgrat això, no va ser fins al seu ingrés a l'Agrupació Fotogràfica de Catalunya, l'any 1968, que s'hi va dedicar de forma sistemàtica. La seva primera càmera era un Voighlander, i feia la feina de laboratori a casa. La seva obra mostra imatges construïdes des d'una mirada intimista i interessada per allò que s'esdevé en la quotidianitat. Pensa que la tècnica és quelcom que s'ha d'aprendre i després oblidar, per poder centrar-se en allò que passa per davant la càmera. Va iniciar l'activitat com a crítica de fotografia a la revista de l'Associació Fotogràfica de Catalunya. Ha escrit a les Páginas Fotográficas de El Noticiero Universal, a Diorama, Imagen y Sonido i Arte Fotográfico, entre d'altres. Va ser l'organitzadora dels premis Negtor de fotografia durant molts anys.
El 18 de juny del 2021 va morir a Barcelona.